# 빌헬름 레디스
빌헬름 레디스(Wilhelm Rediess, 1900년 10월 10일 ~ 1945년 5월 8일)는 독일의 친위대 대장 (Obergruppenführer) 으로, 제2차 세계 대전 당시, 독일 점령 중 노르웨이에서 친위대 및 경찰 지도자로 활동하였다.
레디스는 독일 제국 프로이센 왕국의 하인스베르크 (Heinsberg)에서 법정 고용인의 아들로 태어났다. 학교를 나온 후에 전기 기사가 되었으며, 1918년 6월 독일 제국 육군에 입대하였고, 제1차 세계 대전에 보병으로 참전하였다. 1918년 11월 제대하고 전 후에도 전기 기사로 일했으나, 1929년 경제 위기의 여파로 일자리를 잃었다.
1925년 민족사회주의 독일 노동자당 (NSDAP, 나치당)의 돌격대 (SA) 에 입대하였고, 같은 해 나치당에도 들어갔다. 1927년 뒤셀도르프의 돌격대 부대의 지휘를 맡았으나, 1930년에 부대원과 함께 친위대 (SS) 로 자리를 옮겼다. 빠른 승진으로 1935년 친위대 중장 (SS-gruppenführer)까지 승진하였다.
제2차 세계 대전 개전 직후, 프로이센에서 인종법 집행을 맡아 동프로이센의 유대인 강제 수용소 송환에 관여하였으며, 가스 트럭으로 유대인 살해를 자행하였다. 이 공적으로 독일 점령 중 노르웨이의 친위대 및 경찰 고급 지도자에 임명되었으며, 독일이 패전할 때까지 이 지위에 있었다. 독일의 항복을 들은 후, 1945년 5월 8일 노르웨이에서 자살하였고, 그의 사체는 노르웨이 제국판무관 (Reichskommissar) 요제프 테어보펜 (Josef Terboven)의 지시에 따라 벙커 안에 넣어져 다이너마이트로 폭파되었다.

## 참고 문헌
- Mark C. Yerger 著 「Allgemeine-SS」（出版Schiffer Pub Ltd）80ページ。ISBN 0-7643-0145-4　ISBN 978-0-7643-0145-2